# Algemeene Nederlandsche Typografenbond
De Algemeene Nederlandsche Typografenbond (ANTB) was een Nederlandse vakbond van en voor typografen, die opgericht werd in 1866.

## Geschiedenis
De "Algemeene Nederlandsche Typografenbond" (ANTB) werd op 2 april 1866 opgericht door Amsterdamse en Arnhemse typografen en was de eerste landelijke vakbond. Deze bond vervulde een zeer belangrijke rol bij de klassebewustzijn van zijn leden en voor velen meer. De bond speelde een grote rol bij de opleiding van vaklieden, en werkte ook aan verbetering van de veiligheid op de werkvloer. De bond had ook een grote rol in de productie van typografische vakboeken. Daarnaast was er "Ons Technisch Maandblad" (OTM).
De bond kende een aantal verschillende afdelingen. Een daarvan was de "Algemene Nederlandse Chemigrafenbond", opgericht in 4 april 1906. OP 16 mei 1912 gaat deze groep over in de "Nederlandse Lito-, Foto-, en Chemigrafenbond", de N.L.F.C.B. 
De ANTB trad in 1913 toe tot het Nederlands Verbond van Vakverenigingen (NVV) die hield op te bestaan in 1942 en werd omgevormd tot het Nederlands Arbeidsfront (NAF). In 1945 werd de bond heropgericht als de "Algemene Nederlandse Grafische Bond" (ANGB), de opvolger van de ANTB en drie andere vakbonden. Uit de Katholieke Nederlandse Grafische Bond en de Algemene Nederlandse Grafische Bond werd in 1978 de "Federatie Druk & Papier" gevormd en, na een fusie met de Kunstenbond FNV in 1998, FNV KIEM.

## Uitgaven van de ANTB
- 1916: De oudste vakbond van ons land, 1866-1916 : ontstaan en vijftigjarige werkzaamheid van den Algemeenen Nederl. Typografenbond / beschreven door den hoofdbestuurder F. van der Wal, drukker: Thieme, Nijmegen[3]
- 1926: Een tienjarig tijdperk : streven en werkzaamheid van den Algemeenen Nederlandschen Typografenbond in de jaren 1916 - 1926 / beschreven door F. van der Wal,[4]
- 1926: Ons Technisch Maandblad, OTM, Start van het maandblad, redactie: A.H.G. Blankenstein F. van der Wal
- 1937/8: Catalogus bibliotheek A.N.T.B., Commissie ter bevordering van de vakstudie, bevat 235 titels in diverse talen, en beschrijft wat de ANTB op dat moment als belangrijk studiematriaal beschouwde.
- 1937: In vogelvlucht : de geschiedenis van de Nederlandse Lito-, Foto- en Chemigrafenbond, verteld door J. Roelofs, druk: Arbeiderspers Amsterdam [5]
- 1938: Aan de bok, A.H.G. Blankenstein, eerste uitgave van Zetkunst, welkomstpremie voor nieuwe leden
- 1938(?): Papierfabricage, C. Pels, C. de Groen, gesamelijke uitgave met Van Gelder Papier A.N.T.B.-boekenreeks nr. 1
- 1938: Typografische vormgeving, Jan Tschichold, N.V. vh. J. F. Duwaer & Zonen, Amsterdam, A.N.T.B.-boekenreeks nr. 2
- 1940(?): Typografen ABC, samenstelling: Carl Hofmann; ill.: J. Ligter, 1e druk, A.N.T.B.-boekenreeks nr. 3
- 1940: De fotografie in diens van de chemigrafie, D. Wijtman, A.N.T.B.-uitgave, NL-Spaarvarken
- 1940(?): Het gieten van goede regels, J. Barends, gedeeltelijk overgenomen uit “Ons Technisch Maandblad”
- 1940(?): Drie- en vierkleurendruk, S.B., A.N.T.B.-uitgave, NLSpaarvarken
- 1940(?): De fotografie in diens van de chemigrafie, D. Wijtman, A.N.T.B.-uitgave, NLSpaarvarken
- 1940(?): Historie der Zetmachine, G. A. Gelink
- 1940~: De "Monotype", deel 1: uitvinding en constructie, Gerard A. Gelink
- 1940~: Offset cylinders, G.J. Gestman
- 1940~: Het metaal voor de Cliche-fabricage, G. Pijpe te Enschede, A.N.T.B.-uitgave, NLSpaarvarken
- 1940: Affiche reclame, Ingen de Prieelle
- 1940: Zetten!, Ingen de Prieelle
- 1940: Het gebruik van schrijfschriften, Ingen de Prieelle
- 1940: Insluiten van vormen voor de machinevouw, J.F. Sterke
- 1940?: Kleurenleer en de kleurenharmonie van Wilhelm Ostwald A.W. Pijpe, A.N.T.B.-uitgave, NLSpaarvarken
- 1940~: Papiersnijden, J.C. Blankenstein, 2 delen, A.N.T.B.-uitgave, NLSpaarvarken, later uitgebracht in boek-vorm
- 1940: Cilinderpersconstructies deel 1, S. Bonte,  J. v.d. Bom (deel 2 in december 1941)
- 1941: Het besteken en kapitalen van boeken, N.N. (B. Ellermeijer?)
- 1941: De evenredigheidsleer of Gulden Snede, Joh. Moret
- 1941: Taalmoeilijkheden, J. Netten
- 1941: Het opwaaien der vellen bij waaieruitleg, J. Van der Bom (deel 2 in december 1941)
- 1941: Foto-album, B. Ellermeijer,
- 1941(?): Kokers om gebonden boeken, B. Ellermeijer,
- 1941: Verzameling van 25 bekroonde folders, N.N., A.N.T.B.-uitgave nr. 4
- 1941: De ontwikkeling der Fotolitografie, H. Geerling, A.N.T.B.-uitgave nr. 5
- 1941: Het voorkomen van uitspuiters, A. Ros, A.N.T.B.-uitgave nr. 6
- 1941: Machinezetten, A. Ros, A.N.T.B.-uitgave nr. 7
- 1941: Smoutwerk op de zetmachine, A. Ros, A.N.T.B.-uitgave
- 1941: Wat men niet moet doen, A. Ros
- 1941: De inschakel- en gietwiel-sledeveiligheid, Alnetybo, Utrecht A.N.T.B.-uitgave nr. 8
- 1941: Wat men niet moet doen, A. Ros, A.N.T.B.-uitgave nr. 9
- 1941: Het kleuren en marmeren van lederwerk en perkament. B. Ellermeijer, A.N.T.B.-uitgave nr. 10
- 1941: Kartonwerk oorkondekoker, B. Ellermeijer, A.N.T.B.-uitgave
- 1942~: Kokers om gebonden boeken, B. Ellermeijer, A.N.T.B.-uitgave, NL-Spaarvarken
- 1941: Sneeversiering, B. Ellermeijer, A.N.T.B.-uitgave nr. 11
- 1941: Marmeren, B. Ellermeijer, A.N.T.B.-uitgave nr. 12
- 1941: Vervanging van Benzine en Petroleum, J. van der Bom, A.N.T.B.-uitgave nr. 13
- 1941: De handstype, W. C. van Dalen, A.N.T.B.-uitgave nr. 14
- 1941: Het papier en carton voor den offsetdrukker, G.J. Gestman, A.N.T.B.-uitgave nr. 15
- 1941: Grondbeginselen van drukken, S. Bonte, A.N.T.B.-uitgave nr. 16
- 1941: De opbouw van de zetmachine, J. Barends, A.N.T.B.-uitgave nr. 17
- 1941: Portefeuilles en cartonwerk, B. Ellermeijer, A.N.T.B.-uitgave 18
- 1941: Discussie over meerkleurendruk op de rotatiepers, M.G. Fischer, A.N.T.B.-uitgave nr. 19
- 1941, Iets over matrijzen, M.G. Fischer, A.N.T.B.-uitgave nr. 20
- 1941: Autotypieen in de krant, H.J. Rogge, A.N.T.B.-uitgave nr. 21
- 1941: Eigenschappen en gebruik van kleuren, J. Sterke, A.N.T.B.-uitgave nr. 22
- 1941: De opmaak van boekwerk, Ingen de Prieelle, A.N.T.B.-uitgave nr. 23
- 1941~: Vaardigheid, Ingen de Prieelle, zetten
- 1941: Doe het eens Anders, Ingen de Prieelle, A.N.T.B.-uitgave, NLSpaarvarken
- 1941: Het bronzen bij offsetdruk, G.J. Gestman, A.N.T.B.-uitgave nr. 24
- 1941: Verslag van het eerste congres van het Instituut voor Grafische Techniek, I. V. G. T. prof. ir. E. L. Selleger, drs. W. E. Bom, ir. L. C. Stoutjesdijk, A.N.T.B.-uitgave nr. 25, Papierfabricage in oorlogstijd
- 1941: Lijst van Typograph-onderdelen, J. Krijger, A.N.T.B.-uitgave nr. 26
- 1941: Wat iedere zetter van de zetmachine weten moet, J.K. Drost, A.N.T.B.-uitgave nr. 27
- 1941: Nederlandse taal, vraagbaak voor typograven, J. Krijger
- 1941: De opbouw, J. Barends, A.N.T.B.-uitgave nr. 28
- 1942: Driekleurencliche’s in de krant, H.J. Rogge, A.N.T.B.-uitgave nr. 29
- 1941: Pikeren, J. van der Bom, A.N.T.B.-uitgave nr. 30
- 1941: Demontage der zetmachine, J. Barends, A.N.T.B.-uitgave nr. 31
- 1941(?): Electron, C. Rietbergen, A.N.T.B.-uitgave nr. 32, NLSpaarvarken
- 1941: Het incopieren van teksten en films, A.W.I. Pijpe, A.N.T.B.-uitgave nr. 33
- 1941/5: Electriciteit en motoren, G. van Ringelenstein, K1108, A.N.T.B.-uitgave, NLSpaarvarken
- 1942/3: De drukinkten en hun hoedanigheid, G.J. van Es, A.N.T.B.-uitgave, NL-Spaarvarken
- 1944: Typografen ABC, samenstelling: Carl Hofmann; lay-out: Ingen de Prieelle, Drukkerij Nieuw Leven N.V, Den Haag, 2e druk
- 1945: Ondanks bar getij : overzicht van werkzaamheden in het tijdvak 10 mei 1940 - 30 november 1945, A.M. van den Boogaart
- 1966: In de tijd gezet, Albert Alberts (1911-1995), uitgegeven door de Algemene Nederlandse Grafische Bond ter gelegenheid van het 100-jarig bestaan